# Huchhemmel
Huchhemmel ist ein Weiler der Ortsgemeinde Üttfeld im Eifelkreis Bitburg-Prüm in Rheinland-Pfalz.

## Geographische Lage
Huchhemmel liegt rund 0,9 km südlich des Hauptortes Üttfeld auf einer Hochebene. Der Weiler ist hauptsächlich von landwirtschaftlichen Nutzflächen sowie von etwas Waldbestand im Norden und Osten umgeben. Huchhemmel besteht aus einem südlichen Teil, der den Kern des Weilers bildet, sowie aus zwei einzelnen weiter nördlich liegenden Anwesen. Durch Huchhemmel fließt ein Ausläufer des Mannerbaches.

## Geschichte
Zur genauen Entstehungsgeschichte des Weilers liegen keine Angaben vor. Den Kern der Ansiedlung bilden bis heute mehrere landwirtschaftliche Betriebe. Vermutlich entstand die Besiedelung hiervon ausgehend.

## Kultur und Sehenswürdigkeiten

### Wegekreuze
Im Weiler befinden sich zwei Wegekreuze. Eines zentral im südlichen Teil des Weilers am Höhenpunkt auf 484,9 m über NHN und eines am nördlichen Ende von Huchhemmel.

### Naherholung
Die Ortsgemeinde Üttfeld ist für ihre Lage inmitten der naturbelassenen Landschaft sowie für die aufgelockerte Siedlungsform bekannt. Es gibt Möglichkeiten zum Wandern im Hauptort sowie einige Angebote für Urlauber. Nennenswert ist auch die ehemalige Bahnstrecke der Westeifelbahn, die heute teilweise als Fahrradweg dient.

## Wirtschaft und Infrastruktur

### Unternehmen
Im Weiler sind mehrere landwirtschaftliche Betriebe ansässig.

### Verkehr
Es existiert eine regelmäßige Busverbindung ab Üttfeld.
Huchhemmel liegt im Kreuzungsbereich einer Gemeindestraße mit der Kreisstraße 122 von Niederüttfeld in Richtung Binscheid.